# Christian Bujeau
 (janvier 2012).
Si vous disposez d'ouvrages ou d'articles de référence ou si vous connaissez des sites web de qualité traitant du thème abordé ici, merci de compléter l'article en donnant les références utiles à sa vérifiabilité et en les liant à la section « Notes et références ».
Christian Bujeau est un acteur français né le 14 octobre 1944 à Charron en Charente-Maritime.

## Biographie
Christian Bujeau se forme au Conservatoire national supérieur d'art dramatique où il obtient le deuxième prix de Comédie.
Il joue dans de nombreuses pièces de théâtre, films (Les Visiteurs, La Vérité si je mens! 2, Pédale douce…) ainsi que dans plusieurs séries et téléfilms.
Il est également cascadeur. Formé par les cascadeurs Yvan Chiffre et Claude Nadal, il a travaillé avec Claude Carliez, Daniel Vérité, Georges Branche et Jackie Venon avec qui il a fait pendant plus de 15 ans des tournois de chevalerie dans le monde entier y compris au Japon.
Il tient le rôle récurrent du maître d'armes dans la série télévisée Kaamelott d'Alexandre Astier.
Il est interviewé par Christophe Chabert dans l'acte III « L'art de la guerre » du film documentaire Aux Sources de Kaamelott réalisé entre 2006 et 2010 pour accompagner l'intégrale « Les Six Livres » des DVD de la série télévisée.
Il participe à la série Off Prime avec Virginie Efira, dans le rôle du patron de Virginie.
En 2008, il interprète le rôle de The Lord, le plus grand super vilain de tous les temps, dans la série Hero Corp, réalisée par Simon Astier.
En 2012, il endosse la soutane de Monseigneur O'hara dans la comédie musicale Sister Act qui s'est produite au Théâtre Mogador jusqu'au 30 juin 2013.
Il enseigne en tant que professeur d'art dramatique au sein de l'école de Jean Périmony. Il y fait du travail de scènes auprès des étudiants de deuxième et troisième année.

## Théâtre

### Comédien
- 1975 : L'Arlésienne d'Alphonse Daudet, mise en scène Fernand Ledoux, Festival de Sarlat
- 1983 : Amphitryon 38 de Jean Giraudoux, mise en scène Odile Mallet et Geneviève Brunet, Festival de Bellac
- 1983 : Donnez-moi signe de vie de Henri Mitton, mise en scène Jean-Claude Arnaud, Théâtre du Tourtour
- 1984 : William Ier de Jean-François Prévand et Sarah Sanders, mise en scène Jean-François Prévand, Théâtre La Bruyère
- 1985 : Hugo l'homme qui dérange de Claude Brulé, mise en scène Paul-Émile Deiber, Théâtre national de l'Odéon
- 1988 : Concours de circonstances de Pauline Daumale, mise en scène Christian Bujeau, Théâtre Fontaine, Théâtre Moderne
- 1991 : La Dame de chez Maxim de Georges Feydeau, mise en scène Bernard Murat, Théâtre Marigny
- 1992 : La Jalousie de Sacha Guitry, mise en scène Jean-Claude Brialy, Théâtre des Bouffes-Parisiens
- 1994 : Drôle de couple de Neil Simon, mise en scène Bernard Murat, Théâtre des Bouffes-Parisiens
- 2004 : L'Homme, la Bête et la Vertu de Luigi Pirandello, mise en scène Jean-Claude Idée, Théâtre Montparnasse
- 2010 : La Leçon d'Eugène Ionesco, mise en scène Samuel Sené, Théâtre Mouffetard
- 2012 : La Chieuse, Comédie-Caumartin[4]
- 2012-2013 : Sister Act, Théâtre Mogador

### Metteur en scène
- 1998 : Soleil pour deux de Pierre Sauvil, Théâtre Montparnasse
- 2008 : Le Système Ribadier de Georges Feydeau, Théâtre Montparnasse
- 2010 : Venise sous la neige de Gilles Dyrek, Petit Hébertot
- 2014 : Le Cri de la feuille de Fabienne Galula et Fabrice Feltzinger, Ciné 13 Théâtre
- 2018 : L'École des femmes de Molière

## Filmographie

### Cinéma

#### Courts métrages
- 1986 : Bitumes de François Velle
- 2012 : Bienvenue aux Acteurs Anonymes de Mathias Gomis : L'agent artistique
- 2012 : Jeux funèbres de Christophe Binder[5] : Maître Ouane, le notaire
- 2019 : Le graffiti d'Aurélien Laplace : le maire[6],[7]

#### Longs métrages
- 1979 : La Frisée aux lardons d'Alain Jaspard : Rodolphe
- 1979 : Arrête de ramer, t'attaques la falaise ! de Michel Caputo
- 1993 : Les Visiteurs de Jean-Marie Poiré : Jean-Pierre Goulard
- 1994 : La Machine de François Dupeyron : Martial
- 1996 : Pédale douce de Gabriel Aghion : Docteur Séverine
- 1996 : Golden Boy de Jean-Pierre Vergne : Jean Dominique
- 1996 : Consentement mutuel de Bernard Stora : Directeur de l'agence
- 1997 : L'homme idéal de Xavier Gélin : Le ministre
- 1997 : Comme des rois de François Velle : Tom
- 1998 : Les Couloirs du temps : Les Visiteurs 2 de Jean-Marie Poiré : Jean-Pierre Goulard
- 2000 : La Vache et le Président de Philippe Muyl : Moussard
- 2001 : La Vérité si je mens ! 2 de Thomas Gilou : L'avocat
- 2007 : L'Auberge Rouge de Gérard Krawczyk : Le Capitaine
- 2015 : Premiers crus de Jérôme Le Maire : Joseph
- 2017 : Alibi.com de Philippe Lacheau : Jacques
- 2018 : Le Retour du héros de Laurent Tirard : Monsieur Beaugrand
- 2019 : Inséparables de Varante Soudjian : Henri

### Télévision
- 1971 : La Dame de Monsoreau de Yannick Andréi
- 1974 : La Juive du Château-Trompette de Yannick Andréi
- 1976 : Le Siècle des lumières de Claude Brulé
- 1979 : Joséphine ou la Comédie des ambitions de Robert Mazoyer
- 1980 : Ça va ? Ça va ! de Jacques Krier
- 1981 : Un chien de saison de Bernard-Roland
- 1981 : Messieurs les jurés, L'Affaire Romette de Gérard Gozlan
- 1984 : Au théâtre ce soir : Dom Juan de Molière, mise en scène Robert Manuel, réalisation Pierre Sabbagh
- 1986 : Les Étonnements d'un couple moderne de Pierre Boutron
- 1988 : Les Cinq Dernières Minutes : (épisode Ah ! Mon beau château) de Roger Pigaut
- 1991 : Cas de divorce (épisode Clément contre Clément) : Bernard Clément
- 1992 : Les Merisiers de Pierre Lary
- 1993 : La Voyageuse du soir de Igaal Niddam
- 1994 : Julie Lescaut (épisode Rapt) : Jacques Baudoin
- 1994 : Les Cinq Dernières Minutes (épisode Saisie noire)
- 1995 : Danse avec la vie de Michel Favart
- 1996 : Sous le soleil (épisode À bout de souffle)
- 1996 : Une fille à papas de Pierre Joassin
- 1997 : Anne Le Guen (5 épisodes)
- 1998 : Un amour de cousine de Pierre Joassin
- 2000 : Vérité oblige (épisode La Loi du silence)
- 2000 : Une femme d'honneur (épisode Mort clinique)
- 2001 : H (épisode Une histoire de permis)
- 2001 : Louis la Brocante (épisode Louis et la mémoire de vigne)
- 2002 : Mère, fille : Mode d'emploi de Thierry Binisti : Professeur Rivais
- 2003 : Les Cordier, juge et flic (épisode Mort d'un avocat)
- 2003 : La Crim' (épisode Le Secret)
- 2003 : Retour aux sources de Didier Grousset
- 2004-2009 : Kaamelott Livres 1, 2, 3, 4, 5 et 6 : Le maître d’armes
- 2004 : Louis la Brocante (épisode Louis et la vie de château)
- 2005 : PJ (épisode Rage) : François Guérin
- 2005 : Les Enquêtes d'Éloïse Rome (épisode La Vipère)
- 2007 : Off Prime (série) : Loïc de Villedieu
- 2008-2013 : Hero Corp (série) : The Lord
- 2008 : Un vrai Papa Noël de José Pinheiro
- 2009 : L'École du pouvoir de Raoul Peck
- 2009 : Au Siècle de Maupassant : Les Trois Messes Basses de Jacques Santamaria : Marquis de Trinquelage
- 2010 : La Peau de chagrin de Alain Berliner : Baron de Verneuil
- 2010 : Caméra Café 2 (série)
- 2010 : C'est toi, c'est tout de Jacques Santamaria
- 2011 : Bas les cœurs de Robin Davis : Beaugrain
- 2011 : Brassens, la mauvaise réputation de Gérard Marx
- 2016 : Scènes de ménages (épisode Enfin à la montagne !)
- 2016 : Profilage (épisode Momie) de Simon Astier
- 2018 : Joséphine, ange gardien (épisode Un Noël Recomposé)
- 2024 : Sur la dalle ː Dr Jaffré

## Comédie musicale
- 2013 : Sister act : Monseigneur O'hara

## YouTube
2016 : Braque-moi si tu peux! de Golden Moustache